# Antje Vollmer
Antje Vollmer (Lübbecke, 31 de mayo de 1943 - 15 de marzo de 2023), fue una teóloga, escritora y política alemana. 

## Biografía
Antje Vollmer tenía dos hermanos. Ella ocupaba era la intermedia. Fue la primera en la familia encompletar la educación secundaria e ir a la universidad. Sus padres eran dueños de una tienda de ropa. Durante su juventud, estando soltera, tuvo un hijo, llamado Johann Vollmer.
De religión protestante, fue política del partido Alianza 90/Los Verdes y vicepresidenta del Parlamento Federal Alemán (1994-2005).
Tras su paso por el parlamento, Vollmer asumió una cátedra invitada de gestión política de la Fundación Mercator en la Escuela de Gobierno NRW de la Universidad de Duisburgo Essen (2009).
Falleció el 15 de marzo de 2023 a los 79 años, tras una larga enfermedad.

## Premios y distinciones
Fue galardonada con diversos premios:
- 1989, Medalla Carl von Ossietzky
- 1996, Premio Orador Cicerón
- 1998, Premio Hannah Arendt
- 2003, Orden de Tomás Garrigue Masary.
- 2005, Orden del Mérito de la República Federal de Alemania